# プリティ・ヴェイカント
「プリティ・ヴェイカント」（Pretty Vacant）は、イギリスのパンク・ロック・バンド、セックス・ピストルズが1977年7月1日に発表した楽曲。シングルとしてリリースされた後、同年リリースのアルバム『勝手にしやがれ!!』にも収録された。また、1996年には本作のライヴ・ヴァージョンをリード・トラックとしたシングルもリリースされている。

## 背景
バンドの初代ベーシストであったグレン・マトロックが、ABBAの曲「SOS」にインスパイアされて作った。
1977年1月にデイヴ・グッドマンのプロデュースで録音されたヴァージョンは、ブートレグ・アルバム『スパンク』（後に正規発売される）に収録された。その後マトロックの脱退を経て、クリス・トーマスのプロデュースにより再度レコーディングされる。
シングルB面には、グッドマンのプロデュースによる「ノー・ファン」（ザ・ストゥージズのカヴァー）が収録された。ワーナー・ブラザース・レコードから発売されたアメリカ盤シングルでは、B面が「サブミッション」に変更されている。

## 反響・評価
「プリティ・ヴェイカント」は、セックス・ピストルズのシングルとしては初めてイギリス国内で放送禁止を免れた。オリジナル・リリース時は全英シングルチャートで6位に達し、NME誌のシングル・オブ・ザ・イヤーに選ばれた。また、ノルウェーやスウェーデンのチャートでも、前作「ゴッド・セイヴ・ザ・クイーン」に引き続きトップ10入りしている。
1992年には再発シングルが全英シングルチャートで56位を記録。1996年には「プリティ・ヴェイカント」のライヴ・ヴァージョンがシングルとしてリリースされ、全英18位に達した。また、2007年10月27日付の全英シングルチャートでも65位となっている。

## 他メディアでの使用例
「プリティ・ヴェイカント」は、映画『アメリカン・ポップ』（1981年公開）、ドキュメンタリー映画『ジョイ・ディヴィジョン』（2007年公開）、映画『ランナウェイズ』（2010年公開）、ドキュメンタリー映画『バック・アンド・フォース』（2011年公開）のサウンドトラックで使用された。また、音楽ゲーム『ギターヒーロー ワールドツアー』には、2007年に再録音されたヴァージョンが使用されている。

## カヴァー
- ダムド - ライヴで演奏。1985年7月11日のライヴ音源は12インチ・シングル「Is it a Dream」（1985年）のB面に収録された[17]。
- ジョーン・ジェット - カヴァー・アルバム『雨を見たかい』（1990年）に収録。
- ゼリ→ - アルバム『KISS MY WAY』（2002年）に収録。
- ザ・ヴァイブレーターズ（英語版） - カヴァー・アルバム『パンク:ジ・アーリー・イヤーズ』（2006年）に収録[18]。